# Mauro Rivella
Mauro Rivella (ur. 23 lipca 1963 w Moncalieri) – włoski duchowny rzymskokatolicki, urzędnik Kurii Rzymskiej, od 2015 sekretarz Administracji Dóbr Stolicy Apostolskiej.

## Życiorys
Święcenia kapłańskie przyjął 22 maja 1988. 14 kwietnia 2015 został mianowany sekretarzem Administracji Dóbr Stolicy Apostolskiej.